# Real Time Messaging Protocol
Real Time Messaging Protocol (RTMP) とは、Adobe が開発している、Adobe Flash プレーヤーとサーバーの間で、音声・動画・データをやりとりするストリーミングのプロトコル。元々は Macromedia が開発していて、Adobe に買収された。プロトコルの仕様は公開されている。
RTMP プロトコルは多数の変種がある。
1. RTMP (素のプロトコル) - TCP 上で動き、デフォルトのポート番号は1935
2. RTMPS - HTTPS を使い、SSL で暗号化されたプロトコル
3. RTMPE - ディフィー・ヘルマン鍵共有に基づき暗号化されたRTMP。設計に欠陥があり、中間者攻撃が可能という脆弱性が存在する[2][3]ため、RTMPSを使う方が望ましい[3]。
4. RTMPT - HTTP で包んだ物。RTMP, RTMPS, RTMPE を含めることができる。
5. pRTMP - Primetime DRMのかかったRTMP。

RTMP の主要な利用法は Flash Video を再生することだが、Adobe LiveCycle Data Services ES など、他のアプリケーションにも使用されている。
WebコンテンツでHTML5への移行が進んでFlashが利用されなくなってからは、動画配信もHTTPへの置き換えが進み、RTMPの利用は下火となっている。

## 概要
RTMP (RTMFP を除く) は TCP 上のプロトコルで、持続的接続を使い、（HTTPとの比較で）低レイテンシ通信を実現する。ストリームをスムーズに配信し、できるだけ多くの情報を送れるようにするために、ストリームをフラグメントに分割し、そのサイズはクライアントとサーバーの間で動的に交渉する。デフォルトのフラグメントサイズは音声は64バイト、動画とその他のデータタイプは128バイトである。複数のストリームのフラグメントは、インターリーブされ、単一の接続上に多重化される。データチャンクが十分大きく、フラグメントのヘッダーは1バイトしかないので、オーバーヘッドは小さい。しかしながら、実際は、個々のフラグメントは典型的にはインターリーブされない。代わりに、インターリーブと多重化はパケットレベルで行われ、複数のアクティブなチャンネルが、それぞれの帯域、レイテンシ、Quality of Service が要求を満たすように RTMP パケットが作られる。このようにパケットがインタリーブされるときは、独立に扱われ、フラグメントレベルではインタリーブされない。
RTMP は複数のチャンネルを定義していて、それの上でパケットが送受信され、それぞれは独立に動く。例えば、RPC リクエストとレスポンスを扱うチャンネル、動画ストリームを扱うチャンネル、オーディオストリームを扱うチャンネル、帯域外コントロールメッセージ (フラグメントサイズ交渉など) を扱うチャンネルなどがある。典型的な RTMP のセッションの間では、複数のチャンネルは同時にアクティブになる。RTMP データがエンコードされるとき、パケットヘッダーが生成される。パケットヘッダーは、送信するチャンネルのID、必要なら生成された時刻のタイムスタンプ、パケットペイロードの大きさなどを含む。このヘッダーの後に、実際のペイロード内容が続く。これは、現在のフラグメントサイズに基づき送信される前に分割される。パケットヘッダー自身は決して分割されることはなく、パケットの最初のフラグメントのデータのサイズに含まれない。別の言い方をすると、実際のパケットペイロード（メディアデータ）だけが、分割の対象となる。
より上のレイヤーでは、RTMP は MP3 や AAC や Flash Video を含み、Action Message Format を使いリモートプロシージャコールができる。全てのリモートプロシージャコールサービスは非同期で扱われ、単一のクライアントサーバーリクエストレスポンスモデルが使われ、リアルタイム通信は必要とされない。

### HTTP トンネリング
RTMP Tunneled (RTMPT) において、RTMP データはカプセル化されて、HTTP で交換され、クライアント（この場合は、メディアプレーヤー）からのデータはサーバーの80番ポート (HTTPのデフォルト)に送られる。
HTTPヘッダーのため、トンネル化されていない RTMP メッセージよりも RTMPT はメッセージが大きくなるが、クライアントがファイアウォールの背後にいて、HTTP や HTTPS 以外の通信がブロックされているようなケースなど、RTMP で通信できないケースでも通信ができる。
プロトコルは、POST のボディに AMF メッセージを含める形で送信される。例としては、
```
POST /open/1 HTTP/1.1
```

がコネクションをオープンするのに使われる。

## クライアントソフトウェア
最も広く使われている RTMP クライアントは Adobe Flash Player である。RTMP サーバーから音声や動画の再生ができる。
RTMP を部分的にサポートしているオープンソースのメディアプレーヤーは Xbmc があり、原始的な RTMP ストリームをサポートしている。RTMPE はサポートしていない。

## サーバーソフトウェア
RTMP を実装しているサーバーの一覧
- Adobe Media Server
- Adobe LiveCycle Data Services
- Amazon S3 & Amazon Cloudfront は RTMP を扱える
- haXeVideo - プログラミング言語 haXe で書かれたマルチスレッドの FLV ストリーミングサーバー
- Helix Universal Server
- Onlinelib VCS Video Communication Server (iPhone サポートを含む)
- Red5 Media Server - Java で書かれたオープンソースのサーバー
- Erlyvideo
- Unreal Media Server
- Wowza Media Server
- WebORB Integration Server
- OneTeam Media Server
- crtmpserver
- FreeSWITCH RTMP media streaming
- Netris iStream Video Server
- FFmpeg
- Flazr - Java 実装

## RTMFP
RTMP は TCP 上で動作するが、Real Time Media Flow Protocol (RTMFP) は UDP 上で動作するストリーミングプロトコル。ボイスチャット・ビデオチャット用。
- crtmpserver の研究者が RTMFP プロトコルのリバースエンジニアリングを行っている。
- Blue5 - RTMPE と RTMFP のオープンソース版を作成するプロジェクト。